# TV-året 2024

## Händelser
- 12 januari –  Bäst i test flyttar från SVT till TV4.[1][2]
- 3 februari–9 mars – Melodifestivalen avgörs i Sverige.[3]
- 7 maj–11 maj – Eurovision Song Contest avgörs i Malmö.[4]
- 21 maj – HBO Max läggs ner i Sverige och ersätts av Max.[5]

## TV-seriestarter
- 10 januari – premiär för den amerikanska TV-serien Echo på Disney+ och Hulu.[6]
- 28 mars – premiär för den svenska TV-serien Ronja Rövardotter på Netflix.[7]
- 19 april – premiär för den svenska TV-serien Jana – Märkta för livet på Prime Video.[8]
- 14 maj – premiär för den svenska dokumentärserien 30 dagar i fängelse på SVT.[9]
- 21 maj – premiär för den svenska dokumentärserien This is Benjamin Ingrosso på Max.[10]
- 5 juni – premiär för den amerikanska TV-serien The Acolyte på Disney+.[11]
- 18 september – premiär för den amerikanska TV-serien Agatha All Along på Disney+.[12]